# Henri-Michel Guedier de Saint-Aubin
Henri-Michel Guedier de Saint-Aubin, né à Gournay-en-Bray en 1695 et mort le 25 septembre 1741, est un théologien et bibliothécaire français.

## Biographie
Fils d’un lieutenant-général du bailliage, futur conseiller au parlement de Normandie, Guedier vint achever ses études à Paris, y fit son cours de théologie et entra en Sorbonne en 1729. Une chaire de cette université étant venue à vaquer en 1730, il en fut pourvu. II devint membre du conseil composé de plusieurs docteurs, établi pour la résolution des cas de conscience. Pendant quatorze ans, il donna des consultations et des décisions avec une sagesse sachant tenir le milieu entre l’extrême sévérité et le relâchement lui valut des éloges.
En 1736, il fut nommé bibliothécaire de Sorbonne. Entièrement acquis à la recherche, il acquit un grand fonds de connaissances. Il savait le grec, l’hébreu, et toutes les sciences qui ont du rapport à la théologie et à la morale. Il apprit les langues modernes, notamment l’anglais et l’italien. Différents ouvrages étaient déjà sortis de sa plume, et ses travaux avaient été récompensés par l’abbaye de Saint-Walmar au diocèse de Rayonne, lorsqu’il mourut, âgé de quarante-sept ans. Il règne dans tous ces écrits une grande netteté d’idées, de l’érudition, une critique sage et judicieuse.

## Publications
- Histoire sainte des deux alliances, Paris, 1741, 7 vol. in-12.C’est ouvrage est une espèce de concorde de l’ancien et du nouveau Testament, enrichie de réflexions et de dissertations.
- Traités de théologie.Ce sont les leçons que Guedier avait dictées en Sorbonne pendant son professorat.

Un grand nombre de Résolutions de cas de conscience.
- Index sorbonicusGuedier n’eut le temps d’achever que deux volumes de cet ouvrage.

## Sources
- François-Xavier de Feller, Dictionnaire historique : ou, Biographie universelle des hommes qui se sont fait un nom par leur génie, leurs talents, leurs vertus, leurs erreurs ou leurs crimes, depuis le commencement du monde jusqu’à nos jours, t. IV, Paris, J. Leroux, 1848, 645 p. (lire en ligne), p. 242.
- Joseph Fr. Michaud et Louis Gabriel Michaud, Biographie universelle, ancienne et moderne, : ou, Histoire par ordre alphabétique de la vie publique et privée de tous les hommes qui se sont fait remarquer par leurs écrits, leurs actions, leurs talents, leurs vertus ou leurs crimes: ouvrage entièrement, vol. 66, Michaud, 1839, 583 p. (lire en ligne), p. 201.